# Jean-Charles Pichegru
Jean-Charles Pichegru (Arbois, 1761. február 16. – Párizs, 1804. április 5.) francia tábornok és politikus a nagy francia forradalom idején.

## Katonai pályafutásának kezdete
Egy földműves fiaként látta meg a napvilágot Arboisban 1761-ben. Ebben a városban a szerzeteseknél kezdte meg tanulmányait, majd Brienne-le-Château-ban a katonai középiskolába járt. 1783-ban lépett be az első tüzérségi ezredbe, ahol gyorsan lépdelt felfelé a ranglétrán. Először rövid ideig hadnagy-adjutáns az észak-amerikai függetlenségi háborúban.
A forradalom kitörése után a jakobinus klub vezetője lett Besançon-ban, majd a Gard megyei önkéntes ezredben alezredesnek választották.

## A rajnai fronton
Kiképzettebb, jobb állapotban lévő ezredére felfigyeltek a francia forradalmi hadsereg rajnai szárnyán, őt bízták meg a főparancsnokság megszervezésével és dandártábornokká léptették elő. 1793-ban Lazare Carnot és Louis de Saint-Just úgy találták, hogy nem nemesi származású tábornokként sikeres, felfedezték tehetségét. Hoche-sal, a moseli hadsereggel együttműködésben visszafoglalta Elzászt és visszaadta a francia forradalmi hadsereg katonáinak hitét a győzelemben a Haguenau és Landau környéki csatározásokban.

## Az északi fronton
1793-ban Hoche-t letartóztatták, valószínűleg az ő feljelentése alapján, Pichegrut kinevezték a rajna-moseli hadsereg főparancsnokává. Egy év alatt három hadjáratot vezetett 1794-ben északon, ahol a Habsburgok és angolok erős pozíciókat tartottak Sambre mentén, az Északi-tengerig. Miután megpróbálta áttörni a Habsburg centrumot, hirtelen az osztrák balszárny ellen fordult, és megverte François Sébastien de Croix de Clerfayt tábornagy seregét Kasselnél, Menennél és Kortrijknél. A tourcoing-i csatában, amely 1794. május 18-án zajlott le az észak-franciaországi Tourcoing városa mellett, Lille közelében a franciák győztek Souham és Moreau tábornokok vezetésével a Frigyes Ágost yorki herceg irányította angol és a Frigyes Józsiás szász-coburg-saalfeldi herceg parancsnoksága alatt álló osztrák erők felett.
Kis szünet után nekilátott Ypres ostromához, ismét megtámadta Clerfayt seregét és meg is verte Roeselare-nél és Hooglede-nél, ezalatt Jourdan létrehozta a Sambre-Meuse hadsereget és a fleurus-i csatában legyőzte az osztrákokat. Október 18-án Pichegru átkelve  a Meuse-ön megindította második hadjáratát és visszaszorította az ellenséget a Rajna mögé. Visszavonulva a téli szállására hadseregét felkészítette egy téli hadjáratra. December 28-án átkelt a Meuse jegén, megrohamozta Bommel szigetét, majd átkelt a Waal folyón Utrechtbe január 19-én, Amszterdamba egy nappal később vonult be, ezzel elfoglalta Hollandiát. A legnagyobb győzelmét egy különleges csatában aratta, amikor a Den Heldernél jégbe befagyott holland flottát a francia lovas huszárok foglalták el.

## Thermidor és a Direktórium időszaka
Bár Pichegru Saint-Just társaságához tartozott, mégis felajánlotta szolgálatait a thermidori reakciónak, és miután megkapta a „Sauveur de la Patrie” (A haza megmentője) címet a Nemzeti Konventtől, elfojtotta a sans-culotte-tok felkelését április 1-jén (Germinal 12). Pichegru miután három hadsereg (az Északi-, Sambre-és-Meuse, és a Rajnai) parancsnokságát is megszerezte, átkelt a Rajnán, és elfoglalta erőivel Mannheimet 1795 májusában. Bár a forradalom egyik hőse volt, mégis hagyta, hogy Jourdan vereséget szenvedjen, elárulta terveit az ellenségnek és részt vett XVIII. Lajos francia király visszahozatalára szervezett összeesküvésben. Amikor terveit megsejtették, 1795 októberében felajánlotta lemondását a Direktóriumnak, amelyet a tábornok legnagyobb meglepetésére azonnal elfogadtak. Kegyvesztett lett, bár 1797 májusában megválasztották az Ötszázak Tanácsa elnökének.

## Államcsínykísérlete és halála

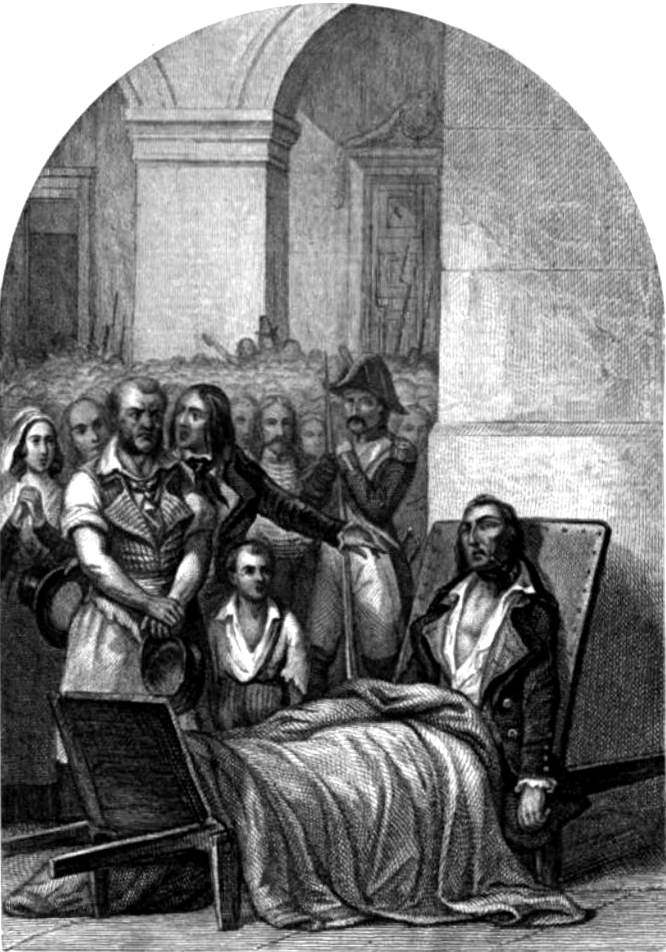
Pichegru holtteste a Temple-ben az öngyilkosság után

Fructidor 18-án államcsíny kísérletet tervezett, de letartóztatták és 14 társával együtt Cayenne-be Francia Guyanára deportálták 1797-ben. Innen egy évvel később (1798) sikerült megszöknie és Londonba menekülnie. Rimszkíj-Korszakov tábornok vezérkarában szolgált és részt vett az 1799-es hadjáratban. 1803 augusztusában Georges Cadoudallal együtt Párizsban megpróbált Napóleon ellen egy királypárti felkelést kirobbantani, de barátai elárulták. Pichegrut 1804. február 28-án letartóztatták. Április 6-án holttestét saját nyakkendőjére felakasztva találták a börtönben.  Néhány kortárs véleménye szerint Napóleon parancsára ölték meg az öngyilkosság látszatát keltve.

## Fordítás
- Ez a szócikk részben vagy egészben  a   Jean-Charles Pichegru című angol Wikipédia-szócikk fordításán alapul.  Az eredeti cikk szerkesztőit annak laptörténete sorolja fel. Ez a jelzés csupán a megfogalmazás eredetét és a szerzői jogokat jelzi, nem szolgál a cikkben szereplő információk forrásmegjelöléseként.